# Tiergarten Ulm
Koordinaten: 48° 24′ 37″ N, 10° 0′ 43″ O

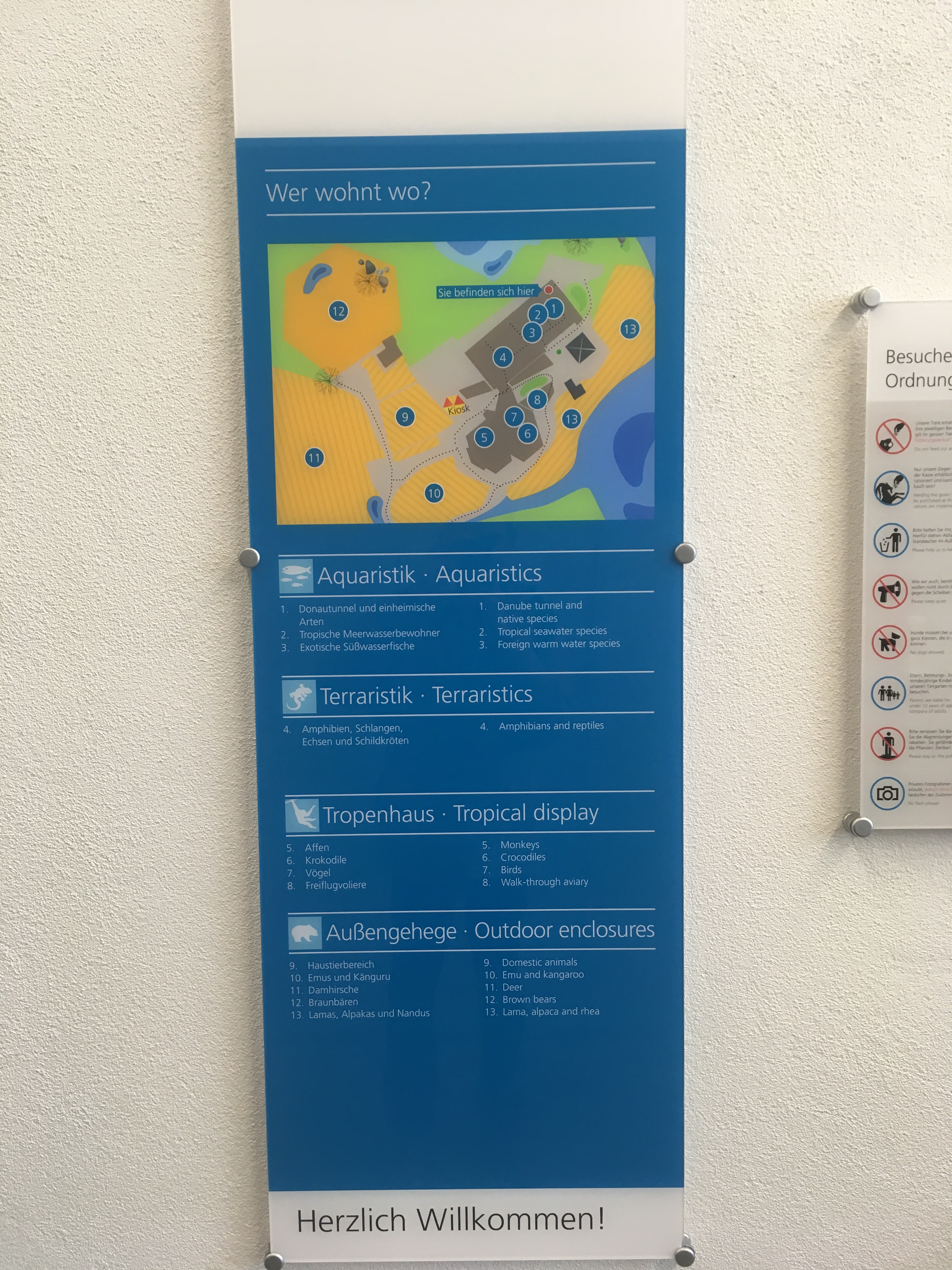
Übersichtsplan im Zoo.

Der Tiergarten Ulm ist eine zoologische Einrichtung der Stadt Ulm. Er wurde 1935 gegründet, 1944 geschlossen und 1966 wiedereröffnet.

## Geschichte
Als Basis für den 1935 gegründeten kleinen Tierpark in der Friedrichsau dienten ein bereits 1927 in einem Schuppen errichtetes Affengehege sowie Volieren für Fasane und andere Vögel. Bei der Eröffnung waren das Aquarienhaus, Volieren, ein Hirschgraben und ein Bärengehege fertiggestellt. In den Wirren des Zweiten Weltkriegs wurde der Park 1944 geschlossen.
1954 richtete der inzwischen aufgelöste Ulmer Aquarien- und Terrarienverein im alten Vogelhaus eine kleine Aquarien- und Terrarienschau ein. Zwei Jahre später wurde die Gesellschaft Neues Aquarium e. V. gegründet. Diese erhielt von der Stadt Ulm den Auftrag, die Aquarienschau zu betreuen. 1961 zerstörte ein Brand die gesamte Anlage.
Auf demselben Gelände wurde 1966 das neue Aquarienhaus eröffnet. Im Rahmen der Landesgartenschau in Ulm wurde 1980 das Tropenhaus eröffnet. 1986 wurde der kleine Tiergarten mit einer Freiflugvoliere und Affenaußenanlagen erweitert.
1999 stellte die Stadt Ulm erstmals ausgebildete Tierpfleger für die Betreuung des Tiergartens ein und bewilligte Zuschüsse zum Ausbau der Anlage. So wurden in der Folgezeit eine neue Anlage für Bennet-Kängurus, die Südamerikawiese für Nandus und Alpakas eröffnet, die Volieren für Graupapageien, Ziegensittiche und Grünflügelaras erneuert und ein neues Bärengehege geschaffen.
2003 wurde der Tiergarten Ulm Ausbildungsbetrieb. Im selben Jahr gründete sich der Verein der Freunde des Ulmer Tiergartens e. V. Der Tiergarten wird seinem pädagogischen Anspruch mit seiner Zooschule gerecht, die thematische Angebote für Schüler durchführt.
Im Jahr 2005 besuchten mehr als 120.000 Menschen den Tiergarten.
Im Februar 2008 wurde nach jahrelanger Vorbereitung eine Erweiterung des Aquariums eröffnet.
Mit dem Anbau an das bestehende Aquarienhaus wird die Nähe des Tiergartens zur Donau explizit ausgenutzt. In einem künstlichen Donaubecken können die Besucher beim Gang durch eine Plexiglasröhre über und neben sich einheimische Süßwasserfische beobachten.

## Bilder

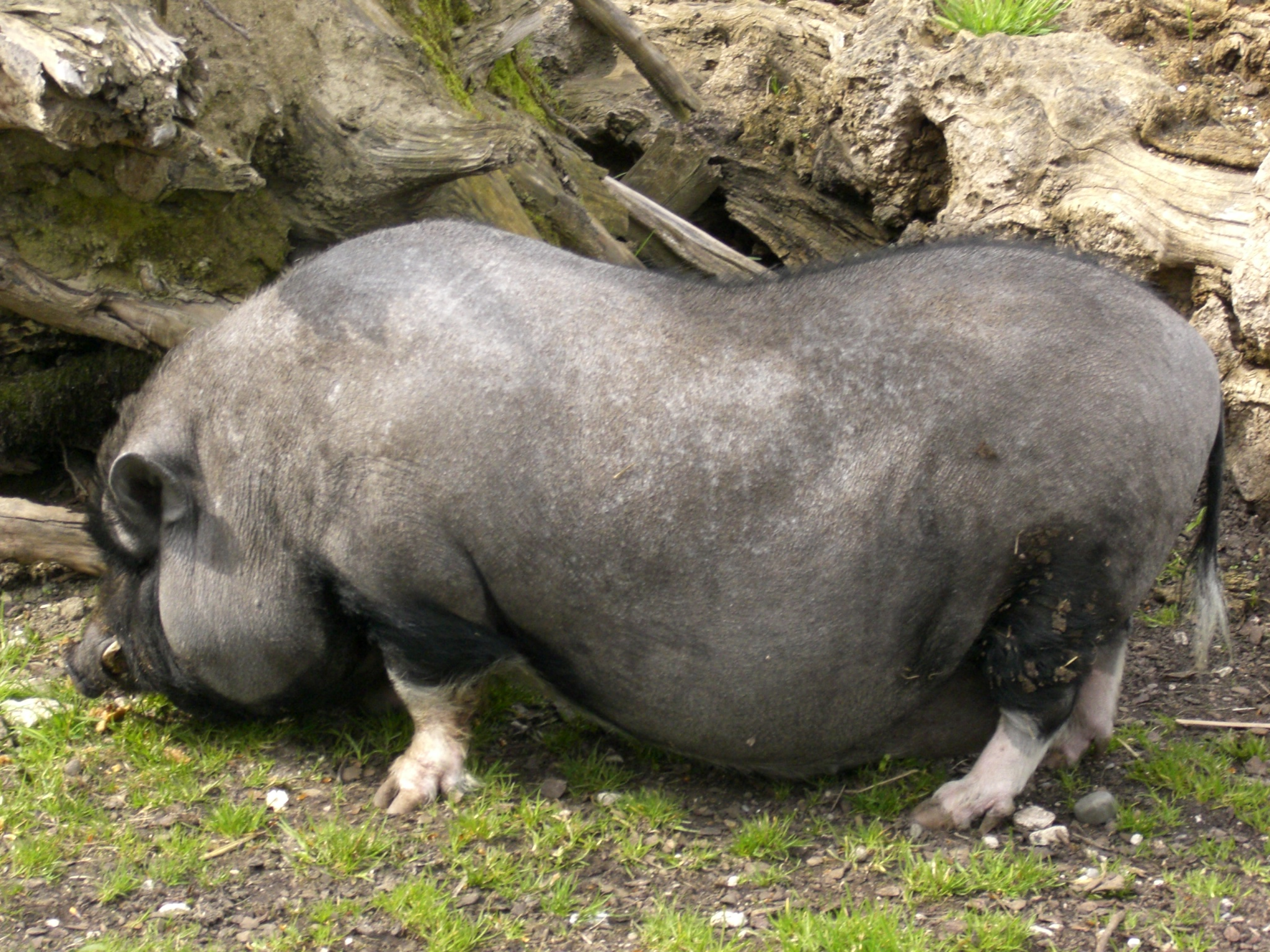
Hängebauchschwein im Streichelzoo
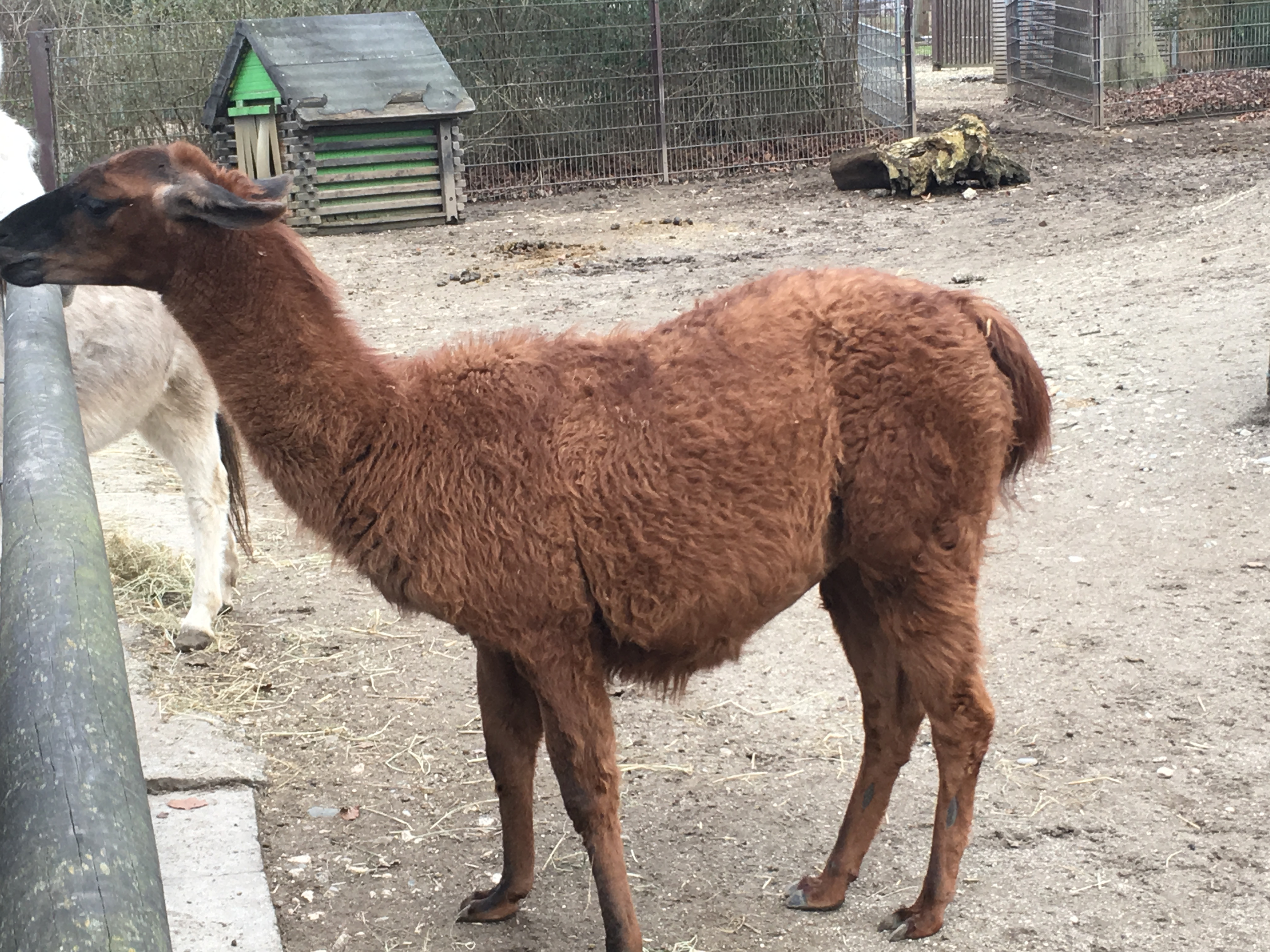
Lama im Streichelzoo
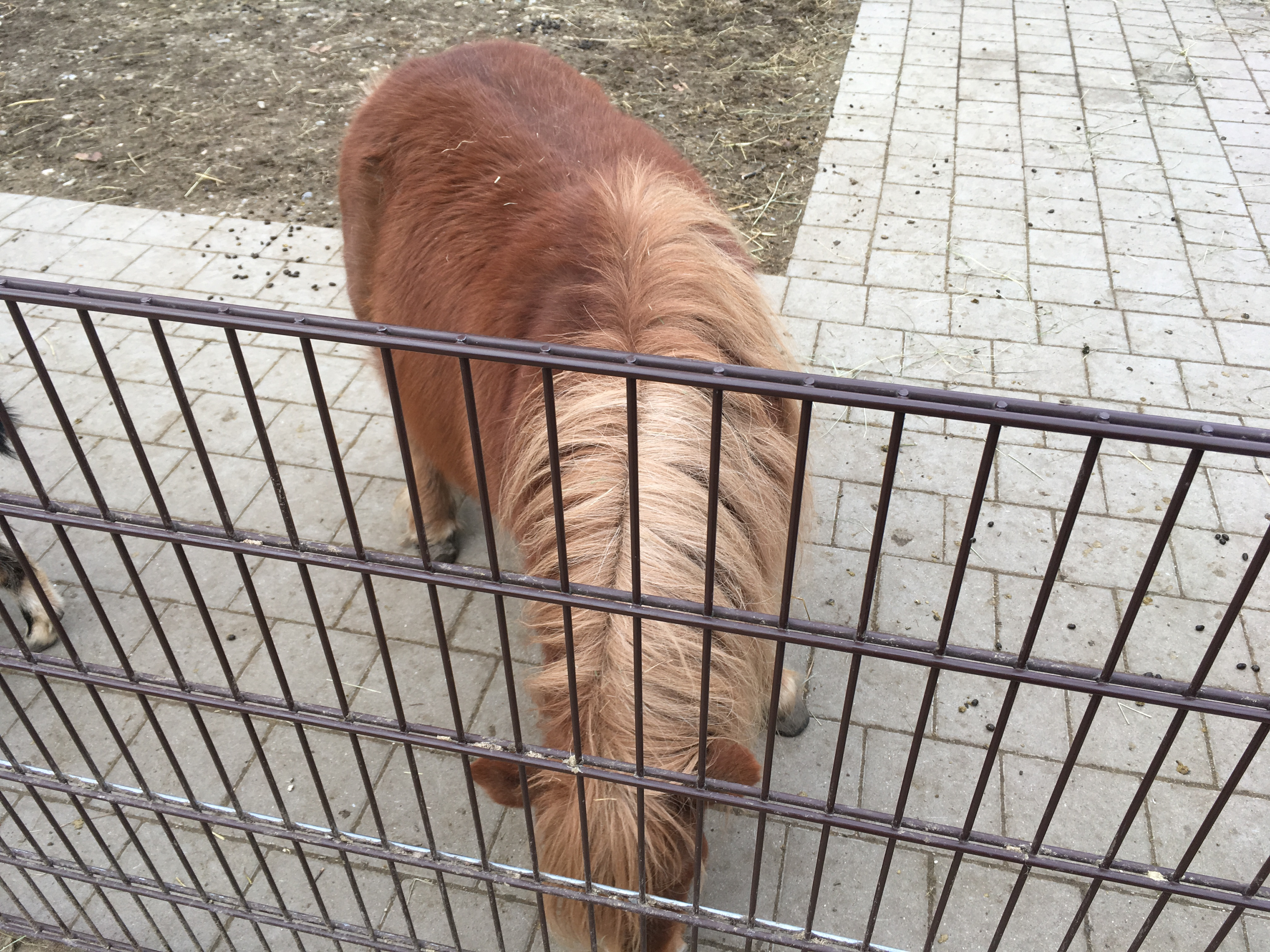
Pony im Streichelzoo
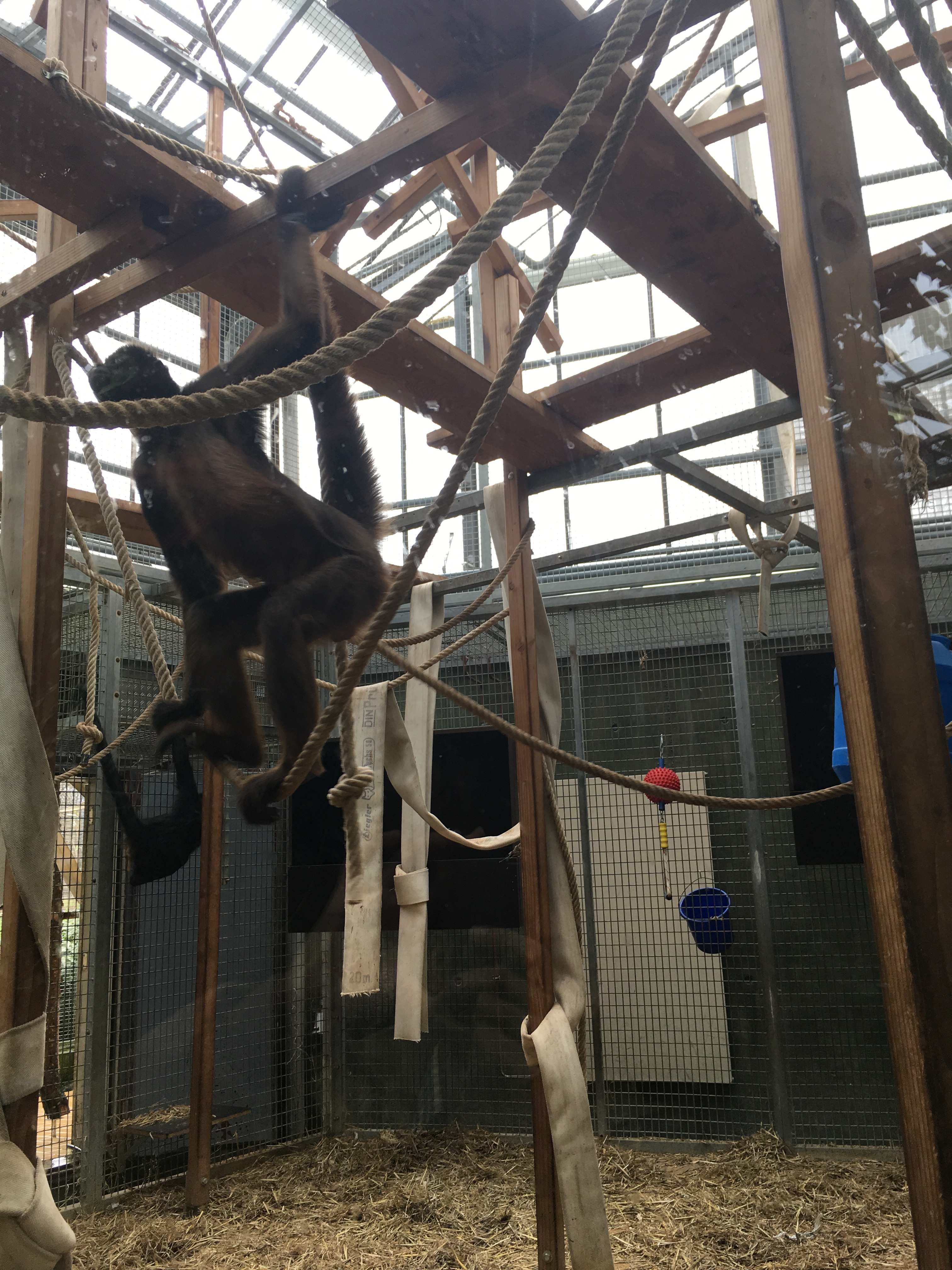
Brauner Klammeraffe im Tropenhaus
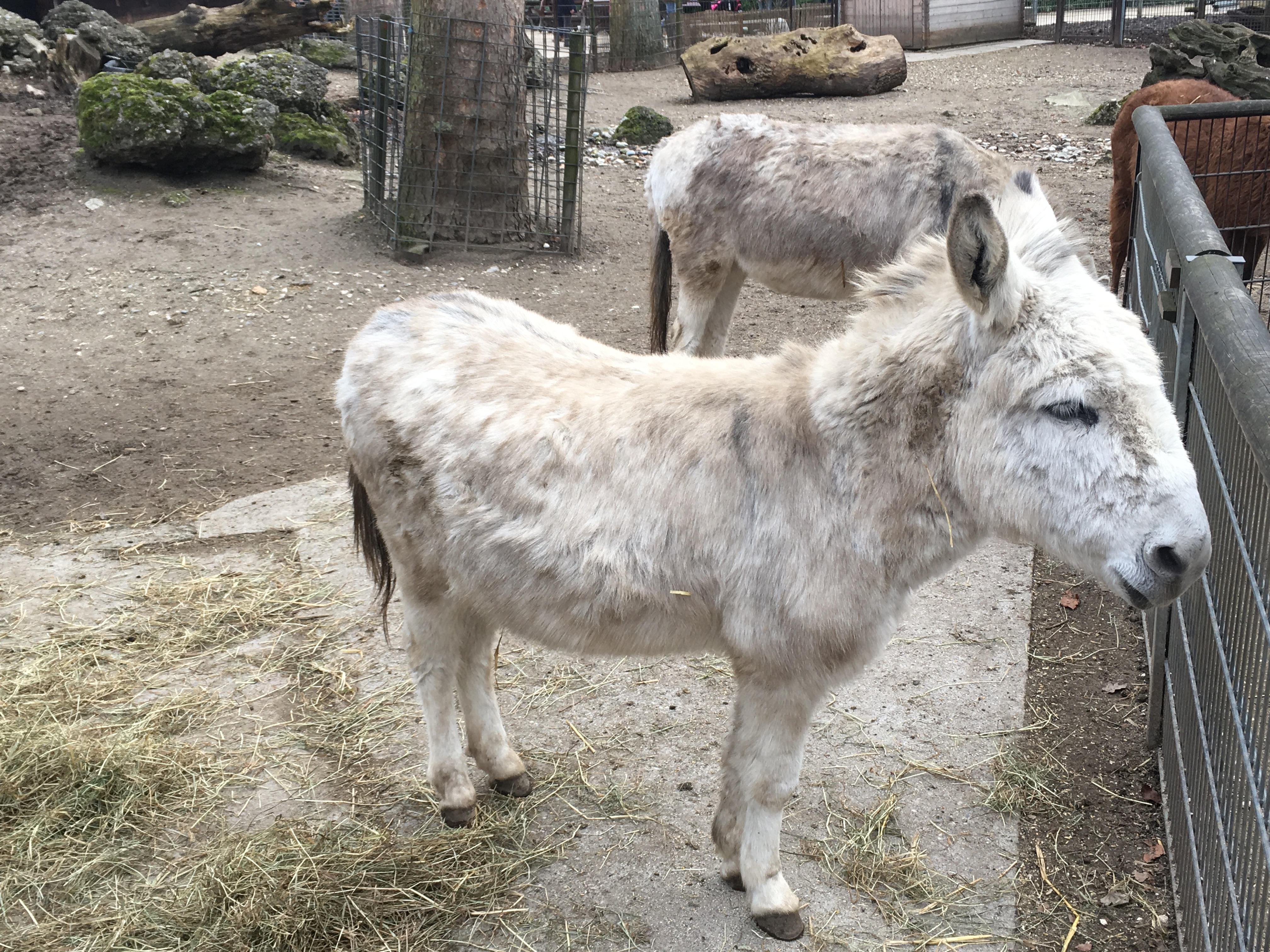
Hausesel im Streichelzoo
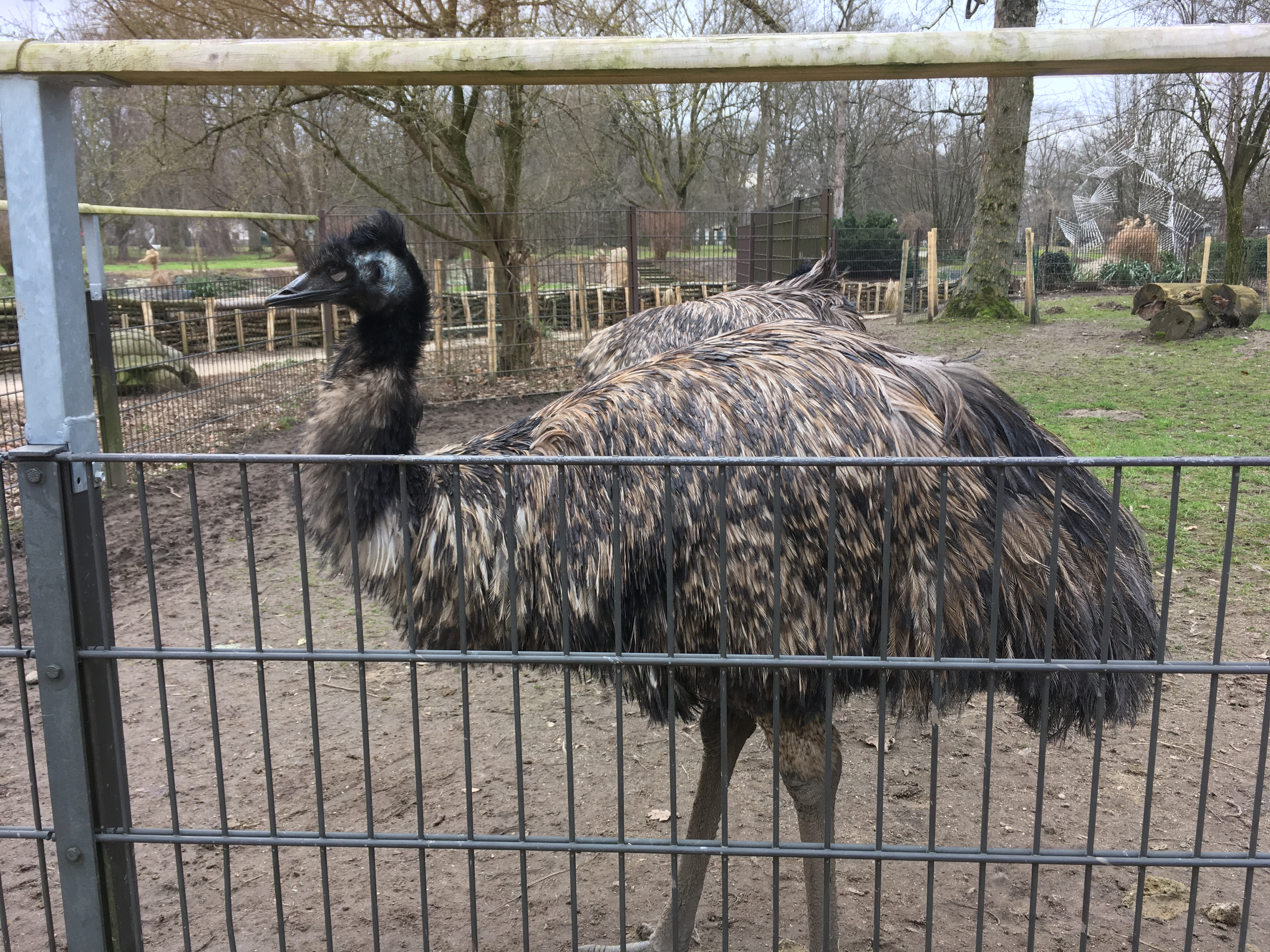
Großer Emu im Außengehege
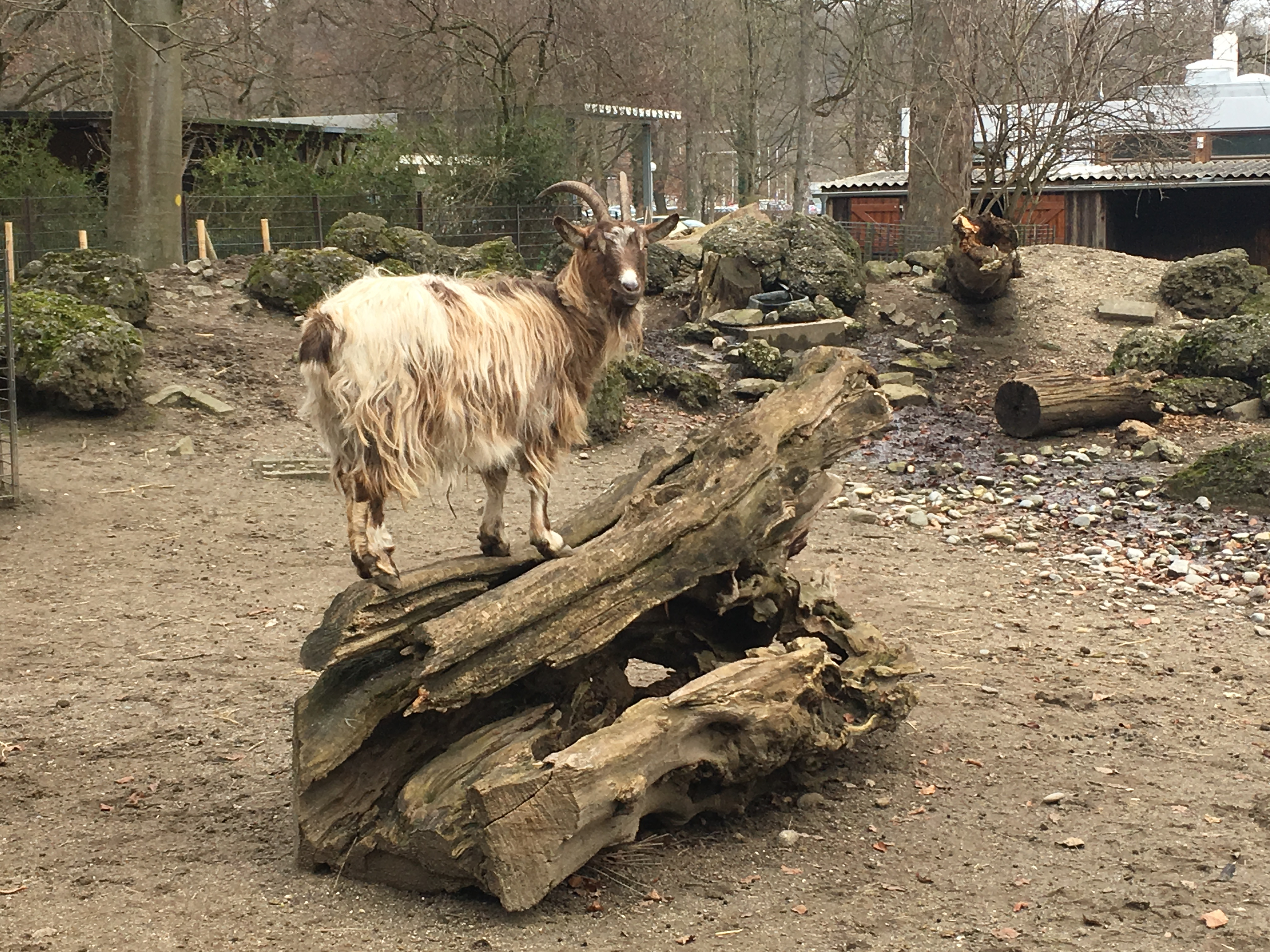
Hausziege im Streichelzoo
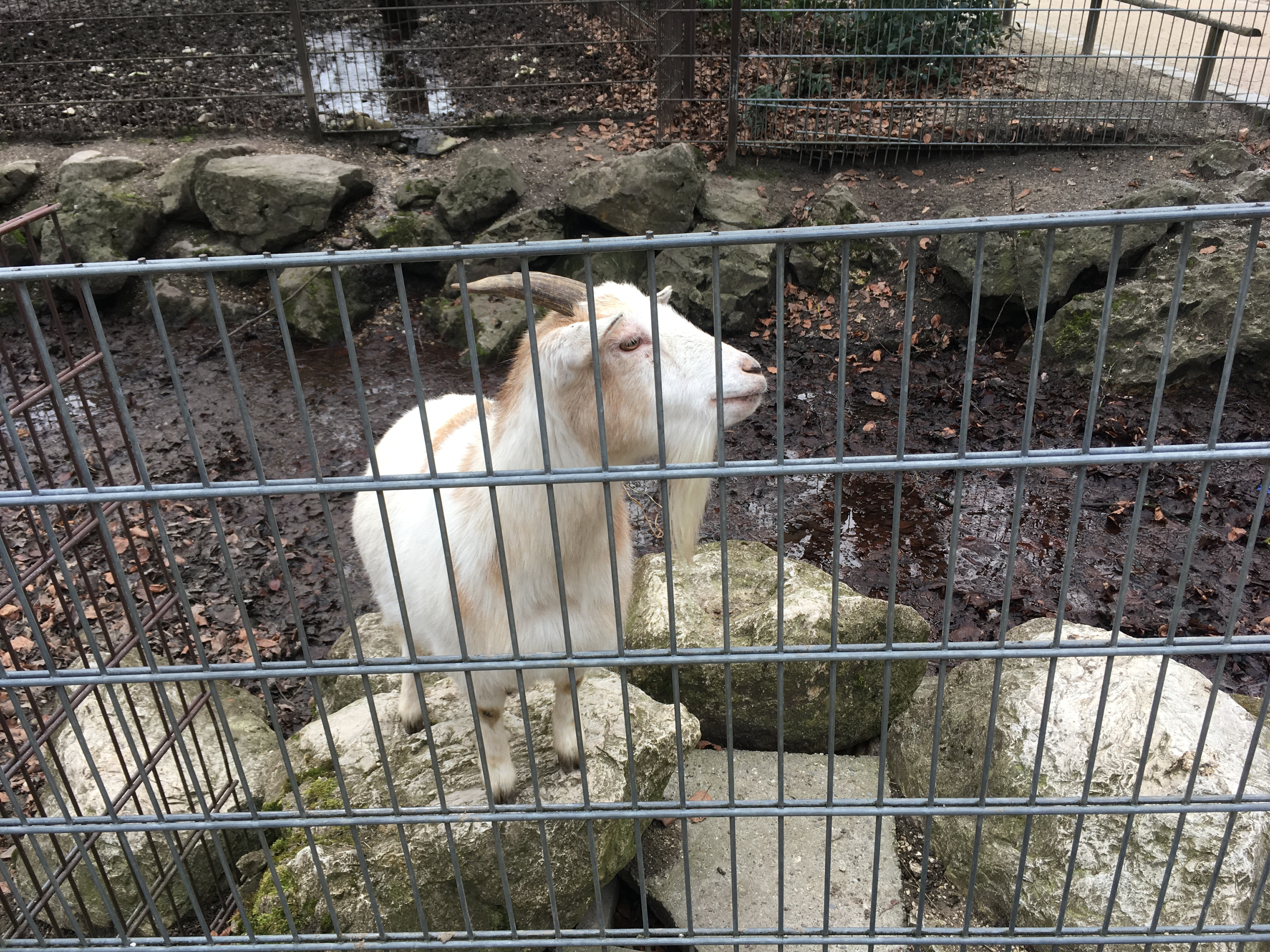
Hausziege im Streichelzoo
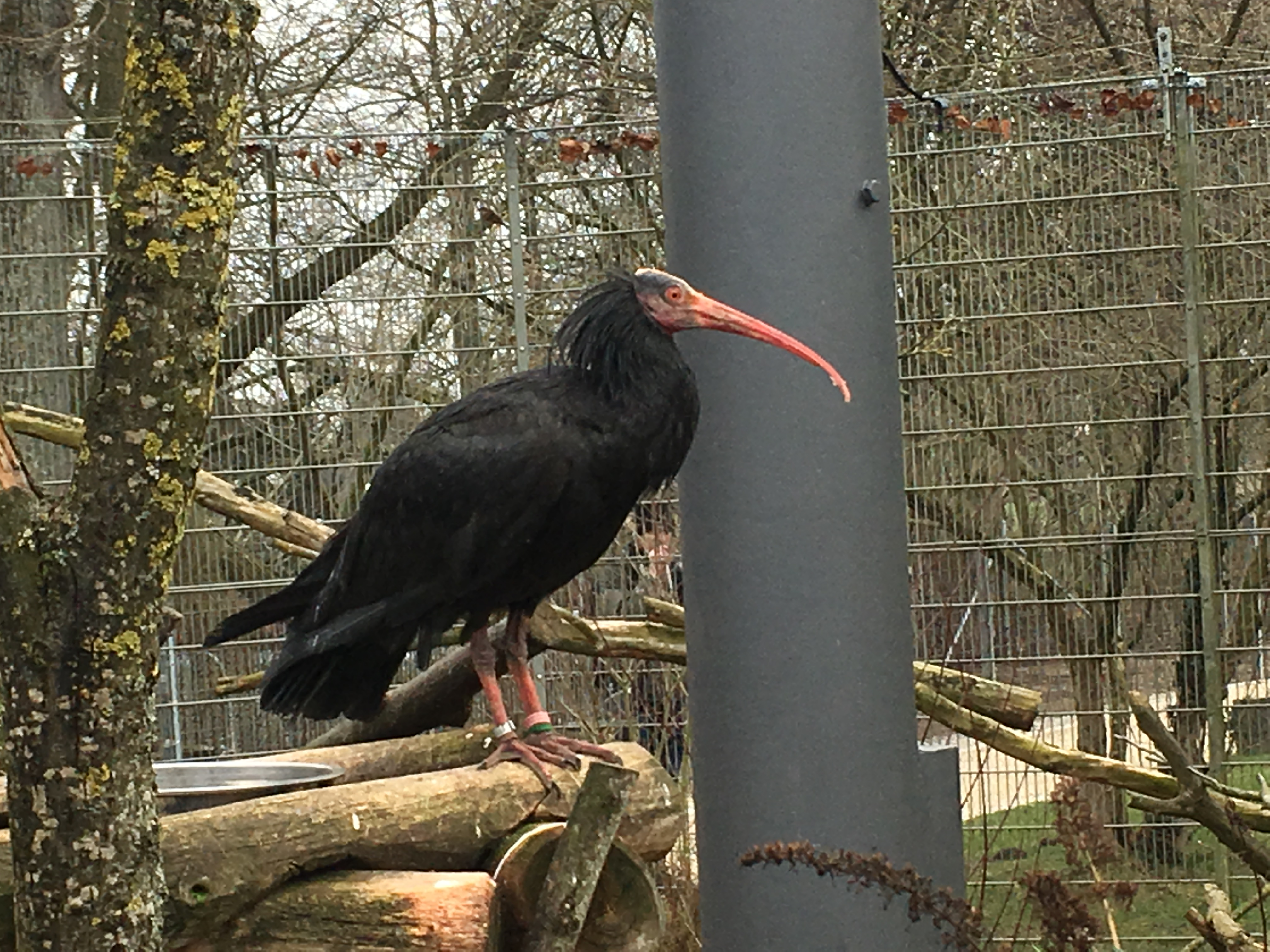
Waldrapp
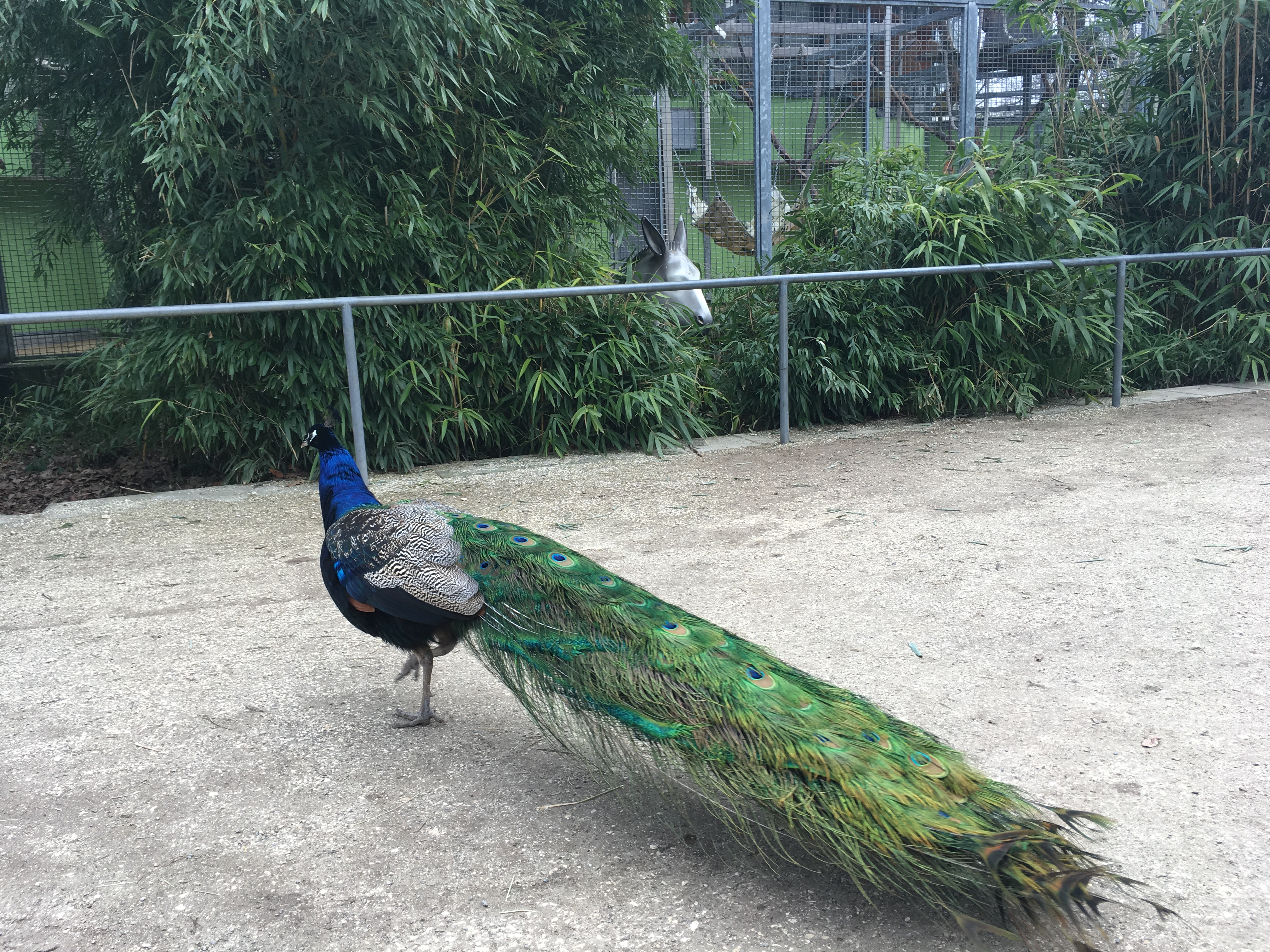
Blauer Pfau
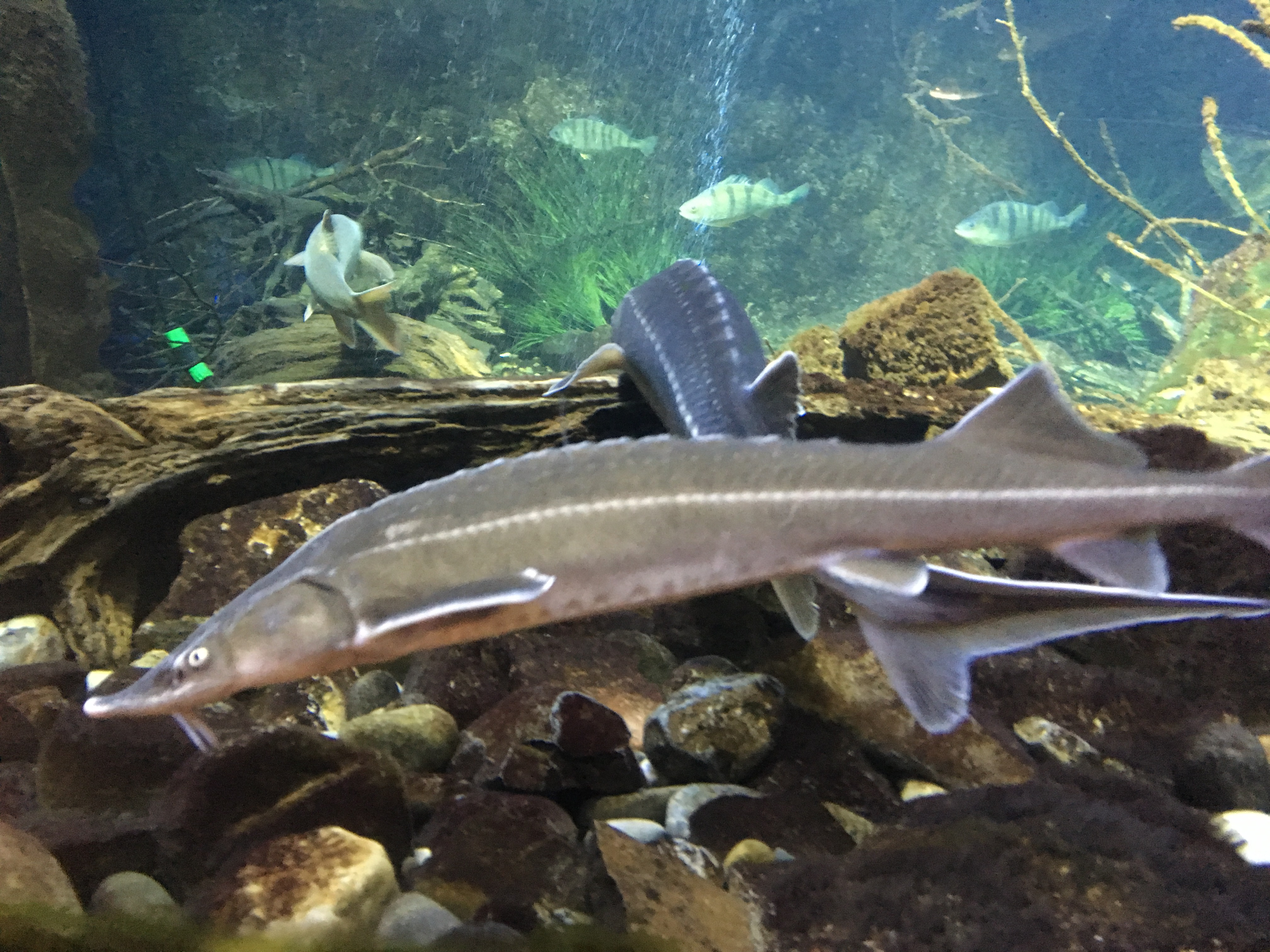
Störe in der Aquaristik
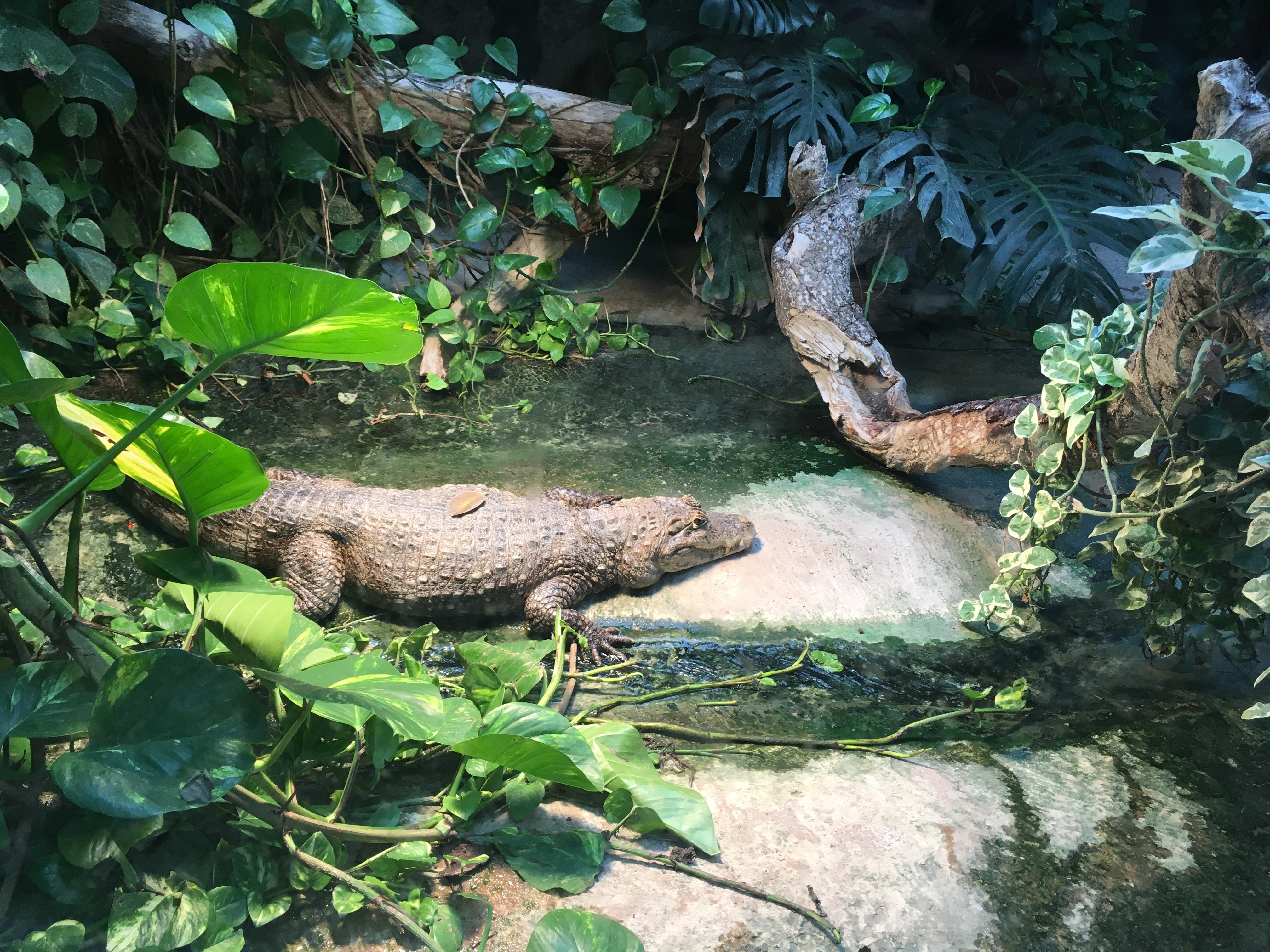
Brillenkaiman im Tropenhaus